# Spongicoloides hawaiiensis
Spongicoloides hawaiiensis är en kräftdjursart som beskrevs av Baba 1983. Spongicoloides hawaiiensis ingår i släktet Spongicoloides och familjen Spongicolidae. Inga underarter finns listade i Catalogue of Life.